# Hjuvik (tätort)
Hjuvik är en bebyggelse i primärområdet Hjuvik  i Göteborgs kommun, beläget på Hisingens sydvästra hörn, nordväst om oljehamnarna. Orten avgränsades före 2015 till en separat tätort för att därefter räknas som en del av tätorten Torslanda.

## Historia
Hjuvik var förr ett fiskeläge med sillsalterier och trankokerier.

### Befolkningsutveckling
| Befolkningsutvecklingen i Hjuvik 1965–2010                                                            | Befolkningsutvecklingen i Hjuvik 1965–2010 | Befolkningsutvecklingen i Hjuvik 1965–2010 | Befolkningsutvecklingen i Hjuvik 1965–2010 | Befolkningsutvecklingen i Hjuvik 1965–2010 |
| --- | ------------------------------------------ | ------------------------------------------ | ------------------------------------------ | ------------------------------------------ |
| |                                            |                                            |                                            |                                            |
| År |                                            |                                            | Folkmängd                                  | Areal (ha)                                 |
| 1965                                                                                                  | 1965                                       |                                            | 297                                        |                                            |
| 1970                                                                                                  | 1970                                       |                                            | 437                                        |                                            |
| 1975                                                                                                  | 1975                                       |                                            | 541                                        |                                            |
| 1980                                                                                                  | 1980                                       |                                            | 653                                        |                                            |
| 1990                                                                                                  | 1990                                       |                                            | 2 390                                      | 267                                        |
| 1995                                                                                                  | 1995                                       |                                            | 3 021                                      | 276                                        |
| 2000                                                                                                  | 2000                                       |                                            | 3 424                                      | 277                                        |
| 2005                                                                                                  | 2005                                       |                                            | 3 754                                      | 281                                        |
| 2010                                                                                                  | 2010                                       |                                            | 3 928                                      | 279                                        |
| Anm.: Ny tätort 1965. Namnändring 1970 från Hästevik till Hjuvik. Gått upp i tätorten Torslanda 2015. |                                            |                                            |                                            |                                            |

## Bebyggelse
Bebyggelsen består mestadels av enfamiljshus och området anses exklusivt på grund sina natursköna omgivningar. Efter andra världskriget började allt fler sommarstugor att byggas i området och på 1960-talet allt fler villor. Under senare år har de flesta sommarstugorna gjorts om till villor och en skola har byggts.